# 賀祖嗣
賀祖嗣，字思恒，江西鄱陽人。明朝政治人物、進士。
永樂九年（1411年）辛卯科三甲第十一名進士。后任大理寺少卿。漢王朱高煦叛逆，當時朝儀討論欲屠郡，賀祖嗣曾竭力勸阻。